# Héctor Mares Cossío
Héctor Irineo Mares Cossío (Tijuana, Baja California, 8 de julio de 1958) es un político mexicano,integrante del partido Movimiento Regeneración Nacional (Morena). Ha sido en dos ocasiones diputado federal.

## Biografía
Es Contador Público egresado de la Universidad Autónoma de Baja California (UABC), tiene un diplomado en Administración Pública y es doctor honoris causa al mérito Académico y Jurídico por la Academia Jurídica de Baja California. Ha sido docente de Tesorería y Contratos Internacionales.
En 1994 fue asesor del secretario particular del Presidente Carlos Salinas de Gortari, Juan Rebelledo Gout. Posteriormente fue comentarista político en programas de televisión. En 2010 fue director de Auditoría del Órgano Superior de Fiscalización del Congreso de Baja California.
En 2012 fue elegido diputado federal suplente postulado por el PT y siendo diputado propietario Jaime Bonilla Valdez, por representación proporcional a la LXII Legislatura que culminó en 2015. El 21 de abril de 2015 Jaime Bonilla se separó del cargo mediante licencia defintiva y Héctor Mares fue llamado al cargo, protestando el mismo día. En la legislatura fue presidente de la comisión de Asuntos Frontera Norte: e integrante de las comisiones de Agua Potable y Saneamiento; de Comunicaciones; y, de Defensa Nacional.
En las elecciones estatales de 2013 fue vicecoordinador de la campaña del PT en Baja California, que formaba parte de la coalición Compromiso por Baja California junto con el Partido Revolucionario Institucional (PRI), el Partido Verde Ecologista de México (PVEM) y el Partido Encuentro Social (PES). 
En 2016 fue elegido diputado suplente a la XXII Legislatura del Congreso del Estado de Baja California, siendo diputado propietario Víctor Manuel Morán Hernández. Cuando ocupó la diputación de 2019 a 2019, fue presidente de la Comisión de Asuntos Fronterizos y Migratorios. En 2019 fue coordinador de asesores en el comité estatal de Morena. El 2 de diciembre de 2019 fue nombrado Oficial Mayor del gobierno de Baja California presidido por el gobernador Jaime Bonilla Valdez, pero permaneció en el cargo hasta el 26 de febrero de 2020, en que fue sustuido por Luis Salomón Faz Apodaca. Durante dicho periodo, en diciembre de 2019, fue vinculado a una de las empresas a la que se le «congelaron» cuentas bancarias, a raíz de las investigaciones sobre el exsecretario de Seguridad Pública federal Genaro García Luna; a lo cual el negó cualquier relación con dicho caso.
En las elecciones de 2021 fue candidato de Morena a diputado federal por el Distrito 6 de Baja California, logrando el triunfo, y ser elegido a la LXV Legislatura de dicho año a 2024. En esta legislatura ocupa los cargos de presidente de la comisión Bicamaral de Seguridad Nacional; y ha sido secretario de las comisiones de Energía; y, de Federalismo y Desarrollo Municipal; así como integrante de las comisiones de Defensa Nacional; de Recursos Hidráulicos, Agua Potable y Saneamiento; de Cambio Climático y Sostenibilidad; de Desarrollo y Conservación Rural, Agrícola y Autosuficiencia Alimentaria; de Marina; y, de Protección Civil y Prevención de Desastres.